# 松木村 (栃木県)

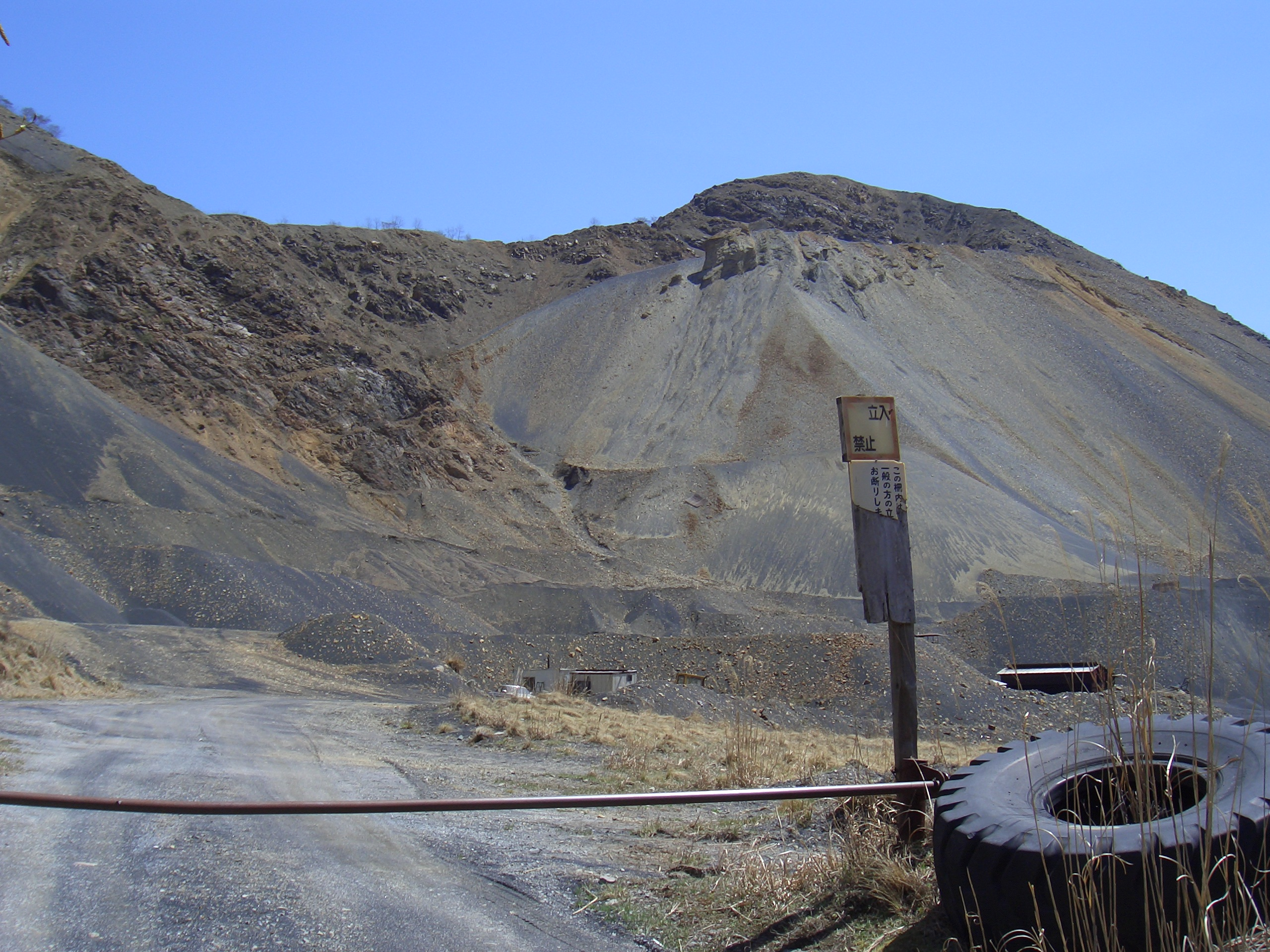
松木堆積場

松木村（まつぎむら）は、かつて栃木県上都賀郡にあった村。自治体名ではなく集落名としても松木村が用いられる。
1889年（明治22年）には町村制施行によって上都賀郡足尾町が発足し、松木村は足尾町字松木となった。その後、足尾鉱毒事件によって1902年（明治35年）に廃村（廃集落）となった。現在は日光市松木渓谷。アクセスは徒歩のみ。

## 地理
栃木県西部。足尾14郷の一。ほぼ全村が山林である。中心部を川が流れる。この川は渡良瀬川の源流部に当たるが、ここを流れる川は栃木県内では一般的に松木川（まつきがわ）または松木沢（まつきさわ）と呼ぶ。村の名前は「まつぎ」だが、川の名は「まつき」である。なお、国土交通省では、この川の名を「渡良瀬川」と呼ぶ。役場および集落は、松木川の左岸 のわずかな平地に存在した。
村名は文字通り松の木に由来し、天保14年3月（1843年4月）の宗門御改帳に松の木立に囲まれた山村であることが記されている。

### 現況
旧松木村の入り口には足尾環境学習センターがあり、足尾銅山の歴史や環境問題を映像や展示を用いて紹介している。同センターを運営するNPO法人足尾に緑を育てる会は、松木村跡で植林活動も行っている。
足尾環境センターの先には一般車両の通行を禁止するためのゲートがあり、本項冒頭の石碑までは徒歩で約30分かかる。道中には工事関係施設が見られる。日光市観光協会は松木渓谷を「日本のグランド・キャニオン」と称されていると記し、観光スポットとして公式サイトで取り上げている。

## 歴史
伝承によれば、700年、日光を開いた勝道上人がこの地に入り、寺を建てた（方等寺）。勝道上人の弟子である慧雲は766年から788年まで方等寺を守護したとされる。
慶長年間（1596年から1615年）に銅鉱脈が発見されるも当時の採掘技術は未熟であったため表面から浅くしか掘られず、足尾郷全体でも採掘関係者は親方38人と坑夫くらいで、多くは農林業に従事し、人口はほとんど増加しなかった。天保14年3月（1843年4月）の宗門御改帳によると、当時の松木村に住戸は36戸あり、石高は96石4斗3升7合、耕地は20町6反9畝17歩で、足尾郷では最大の生産量であった。嘉永6年（1853年）の調査によれば、37戸178人が住んでいた。主な産業は農業で、養蚕のほか、大豆や野菜がつくられていたが、水田はなく、稲作は行われていなかった。
明治に入ると、足尾銅山で銅が増産されるようになる。安藤仲太郎の描いた1880年（明治13年）の足尾本山の絵には樹木が生い茂る松木沢が描かれており、まだ「吹所」と呼ばれる伝統的な精錬法で、環境負荷が小さかったことが窺える。1884年（明治17年）以降、精錬所からの「キラ」（亜硫酸ガスとその固形物）により、クワの木が枯れ始め、次いで農産物に影響が及んだ。樹木の枯死は薪炭材の不足を招き、村民の生活に支障を来した。続いて精錬に必要な木材が大量に伐採された。古河市兵衛の所有する足尾の山林はごくわずかであり、官有林・民有林を借用・買収して伐採を進め、伐採地は県境を越えて群馬県にまで及んだ。
1887年（明治20年）4月、村で毎年この日に行われていた畦焼きという畑の枯れ草を燃やす作業を行っていたところ、この火が山林に燃え移り、下流の赤倉、間藤付近までを焼く大規模な山林火災に至った。この後、足尾の山はさらに荒廃が進んだ。ただしこれは、鉱毒ガスにより立ち枯れていた木に火が移ったために大火事になったのであり、山がはげたのは足尾銅山が原因であるという主張もされている。また、本当に火災があったのかという火災の発生そのものを疑う意見や、延焼範囲が鉱山の煙害地域と一致することから、火災の原因が本当に村民によるものなのか、火災の規模が当初からこれほど大規模であったのか、という疑問を呈する人もいる。
火災ではげた山は、2005年現在もそのままである。これに関しては、単なる山林火災で山が100年以上も再生しないとは考えられず、足尾銅山の鉱毒ガスがはげ続けている主原因だという主張もかなりなされている。
この大規模山林火災のあと、村では産業がたちゆかなくなり、多くの村民は村を出た。1892年（明治25年）の戸数・人口が40戸267人に対し、1897年〔明治30年〕は30戸に減少している。）1895年（明治28年）10月24日に古河の代理人と村民ら30人との間で示談契約が交わされ、地価の3倍半に相当する300円を鉱山側が支払う代わりに、村民は今後一切、子孫に至るまで煙害に対する損害を請求しないと明記された。この時代、足尾銅山側は、精錬に使用する材木を伐採するために松木に林道をつくることを計画。予定地を購入しようとしたところ、残留村民らは全村譲渡でなければ応じないと主張した。東京日日新聞は鉱山側支持の論陣を張り、読売新聞は村民側を擁護した。1897年（明治30年）、日本政府は榎本武揚農商務大臣の地位と引き換えに「予防命令」（鉱毒予防工事命令）を出し、古河は100万円を投じて脱硫塔を建設し、煙突を1か所に集約した。これによって煙害はなくなるはずであったが、実際には広範囲に煙害を広める事態となった。
残留村民らは、田中正造が会長を務める足尾鉱毒被害救済会に救済を求めて、田中正造本人も村民代表らと面会をした。1901年（明治34年）3月13日に宇都宮地方裁判所で行われた裁判では、鉱業条例第48条（土地収用規定）により原告（村民側）の敗訴判決が為された。救済会は控訴を村民に勧めるも、村民側は固辞し、足尾銅山側と賠償金による示談の道を探ることになった。救済会の仲介で村民と銅山の交渉が持たれたが、村民側が7万5千円での買い取りを提示し、銅山側が3万円を主張するなど議論は平行線をたどり、関直彦を仲裁人に立て、1901年（明治34年）7月12日にようやく村民と銅山の直接対面が実現した。1901年12月に行われた銅山側との交渉で、残留村民25名（24戸）全員が、全村を銅山側に4万円で売却し一年以内に移転することで合意が成立した。救済会が仲介を行ったのは、松木の荒廃が鉱毒被害であるというように銅山側が事実上認めたためであるとされている。
松木の不動産の所有権移転登記が行われたが、村民の星野金治郎は別の用があり、当日、登記に参加できなかった。これに対し、銅山側は登記日が同一ではないと困ると苦情を申し立てた。これに対し星野は激怒。移転登記は行わず、死ぬまで絶対に松木から出ないと宣言した。星野とその息子の2名を除く残留村民23名は、足尾鉱毒被害救済会に感謝状を贈り、村を出た。なお、星野以外の不動産所有権移転登記は主に1901年（明治34年）12月27日に行われ、1902年1月までに完了した。
星野は宣言どおり村に住み続け、立ち退こうとしなかった。移転登記が行われなかったため、銅山側も合法的に星野を旧村外に移転させることができなかった。銅山側は、たまたま星野宅付近に銅山施設で使用する水の取水口があったことから、星野は取水口の水番として雇っているということにして、それ以上星野に立ち退きを求めなかった。
銅山側は買収した松木の土地を堆積場とし、鉱石くずなどを次々に捨てはじめた。しかし、堆積場に行くためには、星野の土地を通らなければならなかった。星野は銅山側が土地を通ることを認めなかったため、ここでも紛争がおきてしまった。この紛争は後に星野が移転するまで続いたという。
最終的に、旧松木村の下流部に足尾ダムができると、1951年ごろ（1949年説あり）、星野親子は村を出て完全に無人化、約1200年にも及ぶ歴史にひっそりと幕を下ろした。
松木村に隣接する久蔵村、仁田元村も、同様に煙害で廃村となったが、いつごろだったのかは不明である。恐らく、松木村とほぼ同時期だったと考えられる。ただし、久蔵には日光中禅寺湖方面に抜ける道があったため、その後も完全には無人にはならず、茶店などが残っていた。また、廃村後の1922年までは銅山の社宅もあった。茶店も社宅がなくなった頃に廃業し、この頃無人化したと考えられる。
樹木のない荒涼とした風景は「日本のグランドキャニオン」と呼ばれることもあったが、現在は、残滓除去や森林緑地再生などの治山・治水活動が行われ、徐々に植生が回復しつつある。2016年（平成28年）7月には特定非営利活動法人WE21の主催により、フィリピン・ベンゲット州で鉱山跡地の植生回復に取り組んでいる関係者を対象とした植林再生・植生回復の技術習得研修が松木で開かれた。

## 生物
鉱山開発によって失われた植生を回復すべく、クロマツ、ヤシャブシ、ニセアカシアなどの植樹が行われてきた。さらにコナラ、ミズナラ、ブナ、イヌブナなどの在来広葉樹を斜面に植える取り組みは徐々に成果を挙げ始め、2005年（平成17年）から松木の臼沢で植林活動を行っている特定非営利活動法人森びとプロジェクト委員会は在来広葉樹を複数樹種混合して高密度に植栽し、9年で高さ8mの樹林を育成することに成功した。2010年（平成22年）に青木淳一らは臼沢で調査を行い、32種のササラダニ類の生息を確認した。臼沢は森びとプロジェクト委員会が植樹する以前から栃木県が植林してきた地であり、有機物を分解するササラダニが多く確認されたことにより、長年の植樹に自然回復効果があったことを証明した。
松木沢には、シカ、サル、イノシシ、アナグマ、ノウサギ、ツキノワグマなどが生息し、特にシカやサルは人間との遭遇率が高い。臼沢では2017年（平成29年）秋にカモシカがネットに絡まっていたことがあり、カモシカが生息していることが確認された。